# Козёл-музыкант (мультфильм)
«Козёл-музыкант» — рисованный мультипликационный фильм 1954 года, созданный режиссёром-мультипликатором Борисом Дёжкиным по сценарию Сергея Михалкова. Стал первой самостоятельной работой Дёжкина.

## Сюжет
В фильме высмеиваются бездарные композиторы-халтурщики, которые настоящее творчество подменяют беззастенчивой компиляцией.
Козёл-композитор завершает работу над новым произведением, тема которого подсказана Ослом. Авторский концерт композитора предваряет своим выступлением Серый Волк — музыковед. Он восхищён творением маститого Козла-дурака. Но когда звериный оркестр исполняет слегка изменённую песенку «Жил-был у бабушки серенький козлик», публика начинает покидать свои места…

## Создатели
| Сценарий                  | Сергея Михалкова |
| Режиссёр                  | Борис Дёжкин |
| Композитор                | Александр Мосолов |
| Художники-постановщики    | Пётр Репкин, Валентина Василенко, Александр Винокуров                                                                           |
| Оператор                  | Александр Астафьев |
| Звукооператор             | Георгий Мартынюк |
| Художники-мультипликаторы | Дмитрий Белов, Фёдор Хитрук, Борис Чани, Борис Степанцев, Фаина Епифанова, Вячеслав Котёночкин, Владимир Арбеков, Лидия Резцова |
| Технический ассистент     | Галина Бродская |
| Ассистент по монтажу      | Валентина Иванова |
| Художники-декораторы      | Ирина Светлица, Пётр Коробаев                                                                                                   |

- создатели приведены по титрам мультфильма.

## Роли озвучивали
| Актёр            | Роль      |
| ---------------- | --------- |
| Георгий Милляр   | Козёл     |
| Сергей Мартинсон | Осёл      |
| Георгий Вицин    | Первый ёж |
| Юрий Хржановский | Второй ёж |
| Ростислав Плятт  | Волк      |

## Тематические показы
- Программа Георгия Бородина «Архив. Советская анимационная сатира — о музыке и живописи»: «Любимец публики», «Чужой голос», «Козёл-музыкант», «Страна Оркестрия», «Летели два верблюда», «Случай с художником», «Картина», «О, море, море!».[1]